# Agapito García Atadell
Agapito García Atadell (Vivero, 28 de mayo de 1902-Sevilla, 15 de julio de 1937) fue un obrero tipógrafo y conocido asesino español. Es conocido por su papel durante la guerra civil española, al haber dirigido una «checa» en Madrid durante los primeros meses de la contienda y por su participación en el terror rojo. Su nombre ha quedado estrechamente asociado con las checas y con la represión republicana en Madrid durante la contienda. Huido a Francia, prófugo de la zona republicana poco antes de la batalla de Madrid, sería capturado por los franquistas, juzgado y finalmente ejecutado.

## Biografía
Nacido en la localidad gallega de Vivero el 28 de mayo de 1902, era tipógrafo de profesión.
Con el tiempo se afiliaría a la Unión General de Trabajadores (UGT) —así como de la Agrupación Socialista de Madrid—, integrándose en la asociación de tipógrafos e impresores. Desde ese momento empezó a participar en actividades políticas y sindicales. Tras la escisión de 1921 pasó a integrarse brevemente en el Partido Comunista de España, donde llegaría a ser secretario de las Juventudes Comunistas. Posteriormente, en 1928 solicitó su reingreso en la UGT y en Agrupación Socialista Madrileña. En 1931 llegó a formar parte de la ejecutiva federal de UGT. Como obrero tipógrafo trabajaría para los diarios madrileños La Voz y El Sol. Tras los sucesos revolucionarios de 1934 fue detenido y encarcelado durante algún tiempo.
En 1934 se casó con Piedad Domínguez Díaz.
Durante la campaña electoral de 1936 formó parte de la escolta armada del líder socialista Indalecio Prieto.

### Guerra Civil

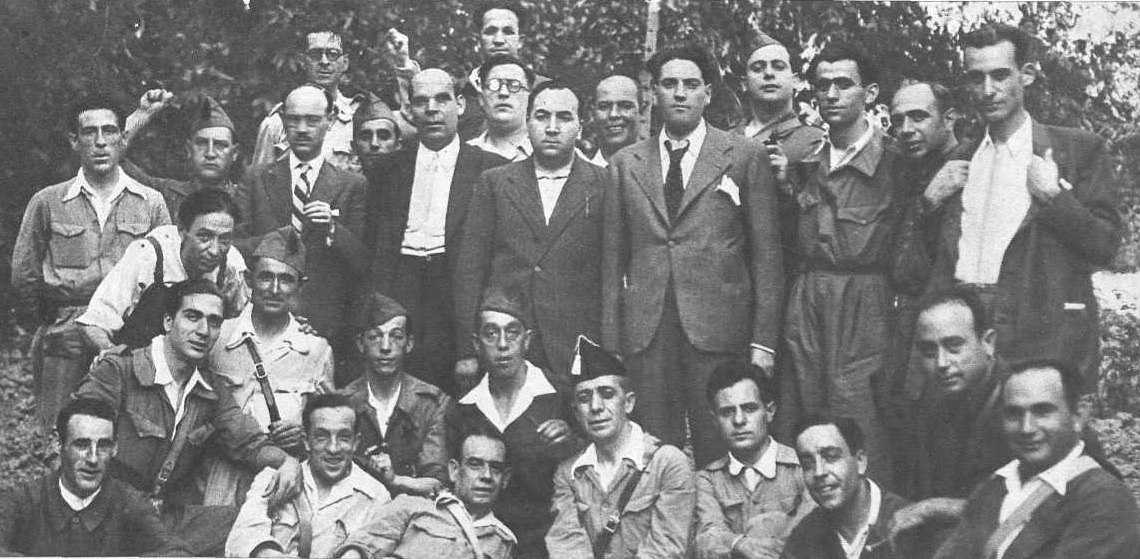
Los diputados socialistas Ramón Lamoneda, Anastasio de Gracia y Jerónimo Bugeda, con el director de las Milicias de Investigación, Agapito García Atadell, y un grupo de milicianos de los que trabajaban a sus órdenes.

Con el estallido de la Guerra civil las fuerzas de policía de la República habían quedado seriamente desorganizadas, y muchos de sus efectivos eran considerados desafectos al régimen republicano. El ministro de la gobernación, Sebastián Pozas, nombró de forma provisional a un centenar de nuevos policías, la mayoría de ellos de tendencia socialista. A recomendación del comité ejecutivo del PSOE, García Atadell fue nombrado jefe de las llamadas «Milicias Populares de Investigación», un grupo especial dentro de la Brigada de Investigación Criminal de la policía. García Atadell actuaba teóricamente a las órdenes del jefe de la Brigada criminal, el inspector de la policía Antonio Lino.
La sección mandada por García Atadell se instaló en el palacio de los condes de Rincón en Madrid, situado en la esquina de la calle Martínez de la Rosa con el paseo de la Castellana; este edificio había sido confiscado por las autoridades. Allí instalaron una «checa» compuesta por cuarenta y ocho agentes, todos ellos de nuevo nombramiento, actuando como segundo jefe Ángel Pedrero García, mientras que como jefes de grupo actuaron Luis Ortuño y Antonio Albiach Chiralt. Si bien esta unidad dependía teóricamente de la policía regular, no pasó mucho tiempo antes de que se desligara del control policial y acabase asumiendo una gran autonomía operacional.
Durante su existencia, la que llegó a ser conocida como "Brigada del amanecer" practicó numerosas detenciones y registros domiciliarios, actuando con violencia y sin mediación de procesos judiciales; fue responsable de cerca de 800 detenciones de personas. Además, las detenciones sirvieron como fuente de financiación al recaudar grandes cantidades de dinero, joyas y obras de arte; muchos detenidos eran mantenidos en cautiverio hasta que estos pagaban un rescate. García Atadell fue partícipe de numerosos juicios falsos en los que se condenaba a muerte o a prisión a los detenidos por su grupo parapolicial, aunque en otros casos eran liberados. No obstante, la mayoría de prisioneros de la brigada García Atadell eran puestos a disposición de la Dirección General de Seguridad, al igual que las armas o los objetos de valor requisados. Además de este tipo de acciones, los efectivos de la unidad también realizaron importantes acciones contra la Quinta Columna, así como la detención de saboteadores y francotiradores o la disolución de círculos de espionaje.
Agapito García solía asegurarse de que la prensa republicana —particularmente el diario Informaciones— diera una amplia cobertura a las actividades de su grupo, lo que llevaría a adquirir notoriedad en la zona republicana. El 24 de septiembre de 1936 su unidad llevó a cabo la detención de Rosario Queipo de Llano, hermana del general Gonzalo Queipo de Llano, actuación que dio una gran celebridad a García Atadell. No obstante, tal y como ha señalado el historiador Julius Ruiz, con posterioridad se ha exagerado el papel y la importancia de la Brigada de García Atadell en la represión ocurrida en Madrid durante las primeras semanas de la contienda.

### Huida y captura
Para octubre de 1936 la actividad del grupo García Atadell había decaído de forma significativa, y el propio Agapito empezó a ser cuestionado desde algunos sectores republicanos. A finales de octubre el encargado de negocios británico George Ogilvie-Forbes mantuvo un encuentro con Atadell y le hizo saber la mala imagen internacional que estaban provocando sus acciones, algo de lo que él responsabilizó a anarquistas y comunistas. Consciente de que las tropas franquistas se aproximaban a Madrid y de que la ciudad podía ser capturada, Atadell decidió emprender la huida junto a su esposa —Piedad Domínguez Díaz— y dos de sus colaboradores, Luis Ortuño y Pedro Penabad. Entre García, Ortuño y Penabad reunieron varias maletas llenas de dinero y objetos de valor, producto de sus saqueos e incautaciones —algunas fuentes cifran en veinticinco millones de pesetas la cuantía del botín—. Llegaron hasta Alicante, donde adquirieron pasaportes falsos de Cuba y embarcaron en un buque hasta llegar al puerto francés de Marsella. Cuando se hizo evidente su huida, la prensa republicana reaccionó y empezó a arremeter duramente contra Atadell.

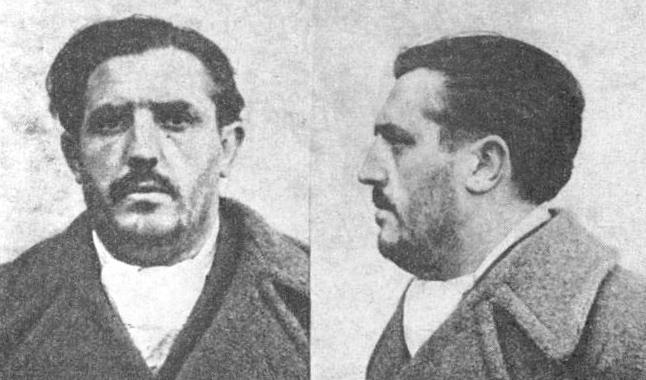
En sendas fotografías en 1937, tras su detención por los franquistas.

El cineasta Luis Buñuel, avisado por un sindicalista francés de la presencia de García Atadell, informó de este hecho al embajador republicano en París, Luis Araquistáin, quién a su vez notificó a las autoridades francesas para que lo detuvieran. Buñuel, que trabajaba para los servicios de información de la República, describe a "García" como "un bandido, un canalla, pura y simplemente, que se proclamaba socialista. En los primeros meses de la guerra, había creado en Madrid, con un pequeño grupo de asesinos, la siniestra Brigada del Amanecer. Por la mañana temprano, penetraban por la fuerza en una casa burguesa, se llevaban a los hombres 'de paseo', violaban a las mujeres y robaban todo cuanto caía al alcance de su mano"; era "una de las vergüenzas de la República". La información para su detención se la dio a Buñuel un sindicalista francés que trabajaba en un hotel. García Atadell llevaba consigo una maleta llena de joyas robadas y viajaba con nombre falso. El aviso de Araquistáin se hizo a través de "una Embajada neutral" Aunque se solicitó la extradición, la petición llegó demasiado tarde, dado que este ya había embarcado en un barco rumbo a América. Por ello, el gobierno republicano autorizó a Araquistáin para que avisara a las autoridades franquistas a través de una embajada neutral de la presencia de García Atadell en un barco que debía hacer escala en Vigo y en las islas Canarias. Cuando el barco hizo escala en Vigo el gobierno francés en un principio no autorizó la detención. Finalmente, Agapito García y Pedro Penabad fueron detenidos el 24 de noviembre de 1936 durante una escala en Santa Cruz de La Palma.
Tras ser sometido a algunos interrogatorios, posteriormente fue trasladado a Sevilla, donde prosiguieron las investigaciones. Pasó varios meses internado en el ala de máxima seguridad de la prisión provincial de Sevilla. Según señalan los historiadores Hugh Thomas y Sara Izquierdo Álvarez, durante su estancia en la prisión se convirtió al catolicismo. El día de su ejecución escribe:

Ya no soy socialista. Muero siendo católico
Agapito García Atadell a Indalecio Prieto

Tras ser juzgado por un tribunal, fue condenado a la pena de muerte y ejecutado con garrote vil en julio de 1937.. El ejecutor fue un cabo de los Guardias de Seguridad de la prisión en sustitución del verdugo Cándido Cartón.